# Iluzionistično stropno slikarstvo
Iluzionistično stropno slikarstvo, ki vključuje tehnike perspektive di sotto v sù in quadratura, je tradicija v renesančni, baročni in rokoko umetnosti, v kateri se za ustvarjanje iluzije uporabljajo trompe l'oeil, perspektivna orodja, kot so skrajšanje in drugi prostorski učinki trirazsežnega prostora na sicer dvodimenzionalni ali pretežno ravni površini stropa nad gledalcem. Pogosto se uporablja za ustvarjanje iluzije odprtega neba, kot je okulus v Andrea Mantegne Camera degli Sposi ali iluzija arhitekturnega prostora, kot je kupola, ena izmed fresk Andrea Pozza v cerkvi Sant'Ignazio v Rimu. Iluzionistično stropno slikarstvo spada v splošni razred iluzionizma v umetnosti - umetnost, ki je zasnovana za ustvarjanje natančnih predstav o resničnosti.

## Di sotto in sù
Di sotto in sù (ali sotto in su), kar pomeni 'gledano od spodaj' ali 'od spodaj navzgor' v italijanščini, razvito v italijanskem renesančnem slikarstvu poznega quattrocenta, zlasti v Camera degli Sposi Andrea Mantegne v Mantovi in v freskah Melozza da Forlìja. Italijanska terminologija za to tehniko odraža vpliv slednjega umetnika in se imenuje prospettiva melozziana ali 'Melozzova perspektiva'. Druga pomembna uporaba je Antonia da Correggia v stolnici v Parmi, ki napoveduje baročno veličino.
Tehnika pogosto uporablja skrajšane figure in arhitekturno izginjajočo točko za ustvarjanje percepcije pravega prostora na sliki, najbolj pogosto na poslikanem stropu nad gledalcem.

## Quadratura
Quadratura je izraz, ki je bil uveden v 17. stoletju in se običajno uporablja v angleščini, je postal priljubljen pri baročnih umetnikih. Čeprav se lahko nanaša tudi na 'odpiranje navzgor' zidov skozi arhitekturno iluzijo, se izraz najpogosteje povezuje z italijanskim stropnim slikarstvom. Za razliko od drugih trompe-l'oeil tehnik ali tradicije di sotto in sù stropnih dekoracij, ki se pogosto zanašajo na intuitivne umetniške pristope k prevari, je quadratura neposredno vezana na teorijo perspektive 17. stoletja in predstavitev arhitekturnega prostora. Zaradi zanašanja na perspektivno teorijo bolj združuje arhitekturo, slikarstvo in kiparstvo ter daje večji vtis iluzionizma kot prejšnji primeri.
Umetnik bi slikal upodobljeno arhitekturo v perspektivi na ravnem ali obokanem stropu tako, da se zdi, da nadaljuje z obstoječo arhitekturo. Vidik te iluzije je osredotočen na eno osrednjo točko. Strmo skrajšanje likov, poslikane stene in stebri ustvarjajo iluzijo globoke recesije, nebeške sfere ali celo odprtega neba. Slike na stropih bi lahko na primer simulirale kipe v nišah ali odprtinah, ki razkrivajo nebo.
Quadratura lahko uporablja tudi druge iluzionistične tehnike slikanja, kot je anamorfoza.
Primeri iluzionističnega slikarstva so:
- Andrea Pozzo v San Ignaziu v Rimu in jezuitski cerkvi na Dunaju. Standardno teoretsko delo umetniških idej je opisal v dveh zvezkih: Perspectiva pictorum et architectorum Andreae Putei a societate Jesu (Rim, 1693–1700).
- Cerkev svetega Križa v mestu Brzeg, Poljska
- Pietro da Cortona v palači Barberini
- Giovanni Battista Tiepolo v Ca' Rezzonico v Benetkah, Vila Pisani v Stra in prestolna soba v kraljevi palači v Madridu.

Drugi primeri so še Paolo Veronese v Ville Rotonda v Vicenzi in Baldassare Peruzzi v vili Farnesina v Rimu

## Razvoj
Italijanski renesančni umetniki so uporabili svoje zaupanje v rokovanje s perspektivo pri slikanju stropov in premagali probleme uporabe linearne perspektive na konkavnih površinah kupol, da bi raztopili arhitekturo in ustvarili iluzijo neomejenega prostora.
Slikani in oblikovani stropi so bili v Italiji in drugod gotska tradicija; toda prvi strop, ki je bil poslikan, da bi se ustvaril odprt prostor, je ustvaril Andrea Mantegna, mojster perspektive, ki je šel v Mantovo kot dvorni slikar h Gonzagom. Njegova mojstrovina je bila serija fresk, ki je dosegla vrhunec leta 1474 v Camera degli Sposi (poročna soba) vojvodske palače. V teh delih je umetnost iluzionistične perspektive prenesel do nove meje. Stene je poslikal z iluzionističnimi prizori dvornega življenja, strop pa se je zdel kot okulus, odprt proti nebu, s služabniki, pavom in kerubi, ki so se nagibali nad ograjo, vidno od spodaj navzgor – di sotto in sù. To je bil prototip iluzionističnega stropnega slikarstva, ki naj bi postal pomemben element italijanskega baroka.
Correggio v Parmi je zavzel iluzionistični strop korak naprej v svojih freskah Kristusa in apostolov za kupolo v cerkve svetega Janeza Evangelista in kupolo  stolnice v Parmi, ki je najbolj znano Correggiovo delo (1520 –24); v teh freskah Correggio obravnava celotno površino kot prostran nebesni obok, v katerem plavajo figure. V vizualni kontinuiteti med arhitekturno notranjostjo in slikanimi površinami se zdi, da Correggiovi oblaki in figure naseljujejo isti arhitekturni prostor, v katerem stoji gledalec.
V baročnem Rimu je dolgoletna tradicija stropov s freskami dobila velik zamah v velikih projektih v Palazzo Farnese pod vodstvom  Annibala Carraccija in njegove ekipe, vendar so bili figuralni subjekti še vedno zaprti v več ogrodnih predelih (quadri riportati) in perspektiva, ki smo jih videli spodaj, ni bila dosledno upoštevana.
Od 1625 do 1627 je Giovanni Lanfranco, rojen v Parmi, ki je poznal Correggiovo kupolo, poslikal ogromno kupolo cerkve Sant'Andrea della Valle z Vnebovzetjem Device, ki je s svojimi bujnimi iluzionističnimi učinki preobremenjevala sodobne gledalce in postala ena prvih visokobaročnih mojstrovin. Lanfrankovo delo v Rimu (1613–1630) in v Neaplju (1634–1646) je bilo ključnega pomena za razvoj iluzionizma v Italiji.
Pietro Berrettini, imenovan Pietro da Cortona, je izjemno razvil iluzionistično stropno fresko v delih, kot je strop (1633–1639) gran-salona v Palazzo Barberini. Od 1676 do 1679 je Giovanni Battista Gaulli, imenovan Baciccio, naslikal Čaščenje Jezusovega imena na stropu cerkve Gesù, jezuitskega sedeža v Rimu. Od leta 1691 do 1694 je Andrea Pozzo naslikal Vnebovhod svetega Ignacija v raj na obodu ladje cerkve Sant'Ignazio v Rimu, s teatralnostjo in čustvi.